# Azpíroz-Lezaeta
Azpíroz-Lezaeta (Azpirotz-Lezaeta en euskera y de forma oficial) es un concejo de la Comunidad Foral de Navarra (España) perteneciente al municipio de Larraún, que está integrado por las localidades de Azpíroz y Lezaeta. 
Está situado en la Merindad de Pamplona, en la comarca de Norte de Aralar, en el valle de Larraún y a 36,5 km de la capital de la comunidad, Pamplona. Tiene una población de 65 habitantes (INE 2014), una superficie de 5,50 km² y una densidad de población de 11,82 hab/km².

## Geografía física

### Situación
La localidad de Azpíroz-Lezaeta está situada en la parte noroeste del municipio de Larraún. Su término concejil tiene una superficie de 5,50 km² y limita al norte con los concejos de Gorriti y Huici; al este con el municipio de Lecumberri; al sur con los concejos de Albiasu y Errazquin y al oeste con el municipio de Araiz.
|              | Norte: Gorriti y Huici   |                  |
| Oeste: Araiz |                          | Este: Lecumberri |
|              | Sur: Albiasu y Errazquin |                  |

## Demografía

### Evolución de la población
| Gráfica de evolución demográfica de Azpíroz-Lezaeta entre 2000 y 2010 |
|                                                                       |
| Datos según el nomenclátor publicado por el INE.                      |

### Distribución de la población
El concejo se divide en las siguientes entidades de población, según el nomenclátor de población publicado por el INE (Instituto Nacional de Estadística). Los datos de población se refieren a 2014. 
| Entidad de población | Población (2014) |
| -------------------- | ---------------- |
| Azpíroz              | 53               |
| Lezaeta              | 12               |
| Total                | 65               |